# Венчурное финансирование
Венчурное финансирование — это долгосрочные (5—7 лет) высокорисковые инвестиции частного капитала в акционерный капитал вновь создаваемых малых высокотехнологичных перспективных компаний (или хорошо уже зарекомендовавших себя венчурных предприятий), ориентированных на разработку и производство наукоёмких продуктов, для их развития и расширения, с целью получения прибыли от прироста стоимости вложенных средств.
В отличие от классических инвестиций (предполагающих возврат средств) в модель венчурного финансирования заложена высоковероятная потеря вложений в каждую конкретную компанию (как правило с вероятностью более 50%). Прибыльность достигается за счёт высокой отдачи от наиболее удачных инвестиций.
Привлечение венчурного финансирования с одной стороны предоставляет стартапам больше денежного, социального и человеческого капитала, чем бизнес-ангелы, но с другой стороны венчурные инвесторы с хорошей репутацией, опытом и связями зачастую предлагают финансирование на невыгодных условиях. Кроме того, доступность венчурного финансирования сильно зависит от состояния рынка, что делает этот вид инвестирования нестабильным. Использование венчурного финансирования может также привести к изменению в распределении права собственности и утрате контроля над принятием решений.
Венчурное финансирование начало развиваться после Второй мировой войны, достигнув заметных масштабов в 1980-е годы. Лидером в венчурной индустрии всегда являлись США. В Европе венчурный бизнес также активно развит, хотя на порядок меньше, чем в США. Лидером в данном регионе является Великобритания. Особой категорией венчурных субъектов в мире выступает Израиль.